# Иллюзионизм (искусство)

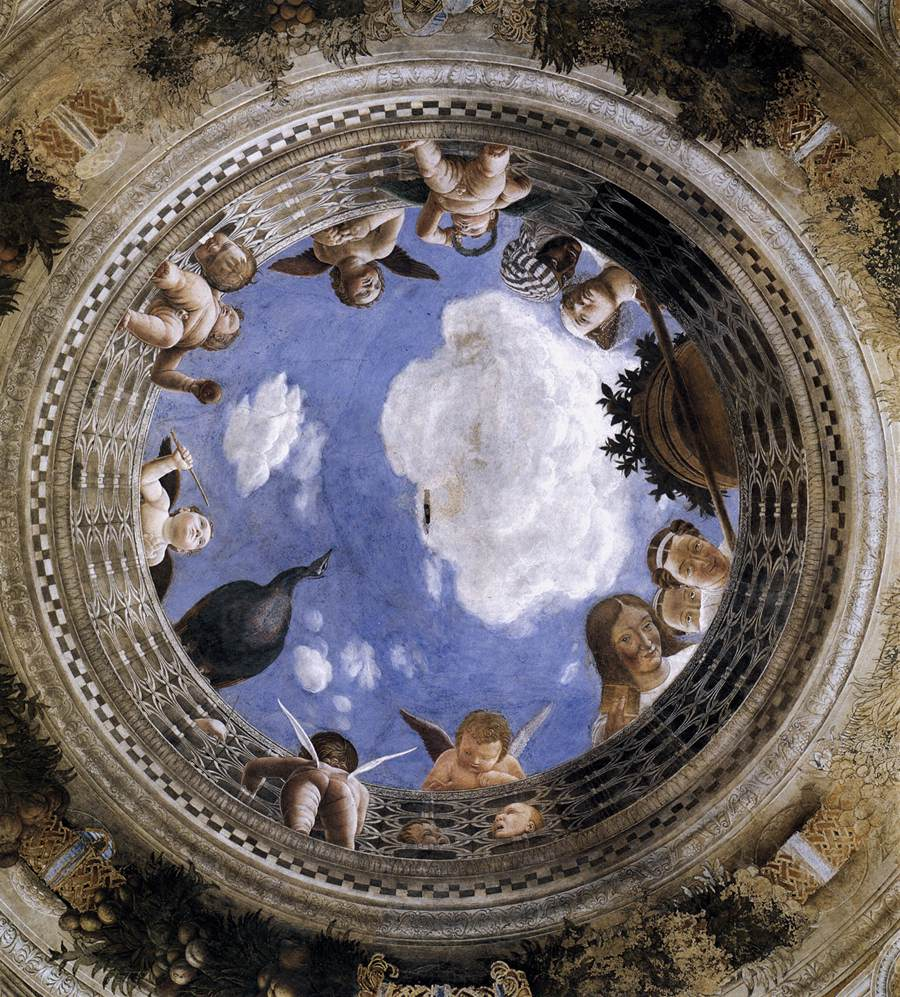
Андреа Мантенья, 1473 год. Потолок «Брачного чертога» Герцогского дворца в Мантуе (фреска).

Иллюзионизм (фр. illusionnisme, от лат. illusio — обман, насмешка) — имитация видимого мира в произведениях изобразительного искусства, создание впечатления «реально существующих» предметов и пространства.
Иллюзионизм предполагает зрительное стирание грани между условным миром изображения и «реальной действительностью», их перетекание, активное взаимодействие, зрительную подмену или кажущееся уничтожение вещественного материала (из которого состоит само произведение), плоскости стены или картины.
Иллюзионизм в истории искусства появляется в античной живописи, играет заметную роль в искусстве Возрождения, становится одним из главных принципов монументально-декоративного искусства барокко, когда в интерьерах построек реальное архитектурное пространство сливается с устремляющимся в бесконечность иллюзорным живописным пространством, воссозданным с помощью изощрённых перспективных построений.

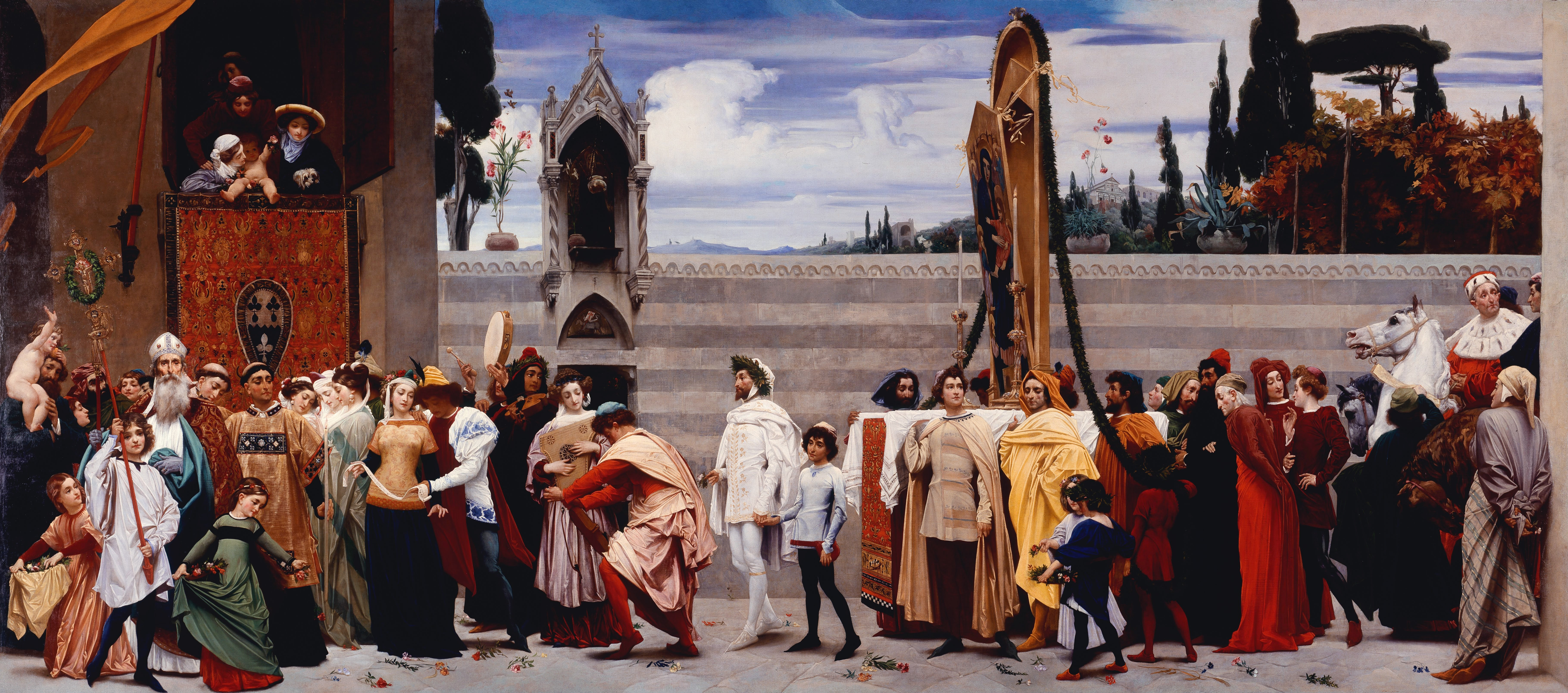
Фредерик Лейтон. «Праздничное шествие Мадонны Чимабуэ по улицам Флоренции» («Cimabue's Celebrated Madonna»), 1853-55 гг., картина маслом (222 × 521 см) — пример укоренённой викторианской традиции живописного иллюзионизма.

Распространён также в станковом искусстве (например, живописные, реже графические натюрморты-«обманки» XVIII века и «фигуры-обманки» в живописи XVII—XIX веков, акварели Ф. П. Толстого в России).